# Nangpa La
Nangpa La è un passo di montagna situato all'interno del parco nazionale di Sagarmatha che attraversa l'Himalaya, il Nepal e la regione autonoma del Tibet, a pochi chilometri ad ovest di Cho Oyu e a circa 30 km a nord-ovest del monte Everest. Un sentiero che passa per il Nangpa La è la tradizionale via commerciale e di pellegrinaggio che collega i tibetani e gli sherpa del Khumbu.
Da questo passo la sezione Mahalangur Himal dell'Himalaya si estende ad est, passando per Cho Oyu, Gyachung Kang, Everest, Ama Dablam e Makalu fino alla gola del fiume Arun. La sezione Rolwaling Himal dell'Himalaya include Gauri Sankar e Melungtse che si innalzano a ovest e a sud-ovest del passo.
Nel 2006, le guardie di frontiera cinesi della People's Armed Police (PAP) hanno aperto il fuoco su 75 rifugiati tibetani disarmati mentre attraversavano la neve profonda fino alla vita nell'incidente di Nangpa La, uccidendo la monaca buddista 17enne Kelsang Namtso e portando alla scomparsa di altri 17 rifugiati. Nonostante un tentativo di insabbiamento da parte del governo cinese, diversi alpinisti stranieri nei campi base di Cho Oyu sono riusciti a filmare e fotografare la situazione mentre si svolgeva e gli eventi sono stati oggetto di diffuse condanne internazionali quando sono stati mostrati al mondo esterno.